# Richard Teltscher
Richard Teltscher (13. února 1888 Vídeň – 7. června 1974 Londýn) byl obchodník, mecenáš a politický, sociální a kulturní činovník, byl zakladatelem a vůdčím duchem Židovského ústředního musea pro Moravsko-Slezsko v Mikulově na Moravě.

## Životopis
Dr. Teltscher pocházel z jedné z nejstarších a nejvýznamnějších mikulovských židovských rodin. Jeho děd Leopold (* 1815) založil v Mikulově obchod s vínem. Firma, jež od roku 1875 nesla název Teltscher & Glattauer, se zásluhou jeho syna a Richardova otce Bernharda 1855 až 1912 a jeho potomků rozrostla po roce 1912 v největší vinařský podnik na Moravě a druhý největší v meziválečném Československu.

Po ukončení právnických studií na Vídeňské univerzitě nastoupil Richard Teltscher do rodinné firmy, v níž po smrti svého otce posléze převzal vedoucí roli. 

Dr. Teltscher se od mládí věnoval politické, sociální, mecenášské a kulturní činnosti. Za 1. světové války se podílel na založení Rakouského spolku pro péči o židovské uprchlíky z Haliče a Bukoviny. V období 1. republiky působil jako důvěrník Židovské strany pro jižní Moravu. 

Richard Teltscher byl oddaný československý občan a velký mikulovský patriot. Ani v době hospodářské krize se nepřestal věnovat veřejně prospěšné práci. V druhé polovině 30. let byl předsedou Židovské náboženské obce v Mikulově, místopředsedou zdejší Sionistické skupiny a především zakladatelem Židovského ústředního musea pro Moravsko-Slezsko v Mikulově na Moravě.

## Židovské muzeum
Mikulov býval po staletí kulturním centrem moravských Židů, neboť zde sídlil moravský zemský rabinát. Snahou dr. Richarda Teltschera bylo jednak pozdvihnout jeho význam, který začal po polovině 19. století upadat, zejména však zachránit mizející historické a umělecké památky a dokumentovat kulturu téměř sedmisetletého židovského osídlení regionu. Přispěly k tomu mimo jiné i katastrofální požáry židovské čtvrti v letech 1924 a 1926 a zostřující se nepřátelství vůči Židům v důsledku rostoucího vlivu nacistické ideologie. Nabízí se zde i jistá analogie se založením Židovského muzea v Praze v roce 1906.

Dr. Teltscher již v přípravném období pochopil, že má-li být muzeum vskutku životaschopnou institucí, je třeba, aby mapovalo židovské dějiny a kulturu nejen v Mikulově, ale na celé Moravě. Zpočátku musel bojovat s nepochopením řady jedinců a institucí mimo Mikulov, jejichž hlavními argumenty byly odlehlost Mikulova od centra dění a nedostatek řádně kvalifikovaných odborníků, kteří by mohli vést muzeum a archiv.

Richardu Teltscherovi se však podařilo veškeré námitky rozptýlit, takže v říjnu 1935 mohlo dojít k ustavení muzejního spolku. Ke slavnostnímu otevření Židovského ústředního musea pro Moravsko-Slezsko pak došlo 24. května 1936. Tímto činem získal Mikulov alespoň částečně zpět výsadní postavení, o něž přišel převedením moravského zemského rabinátu do Boskovic v roce 1851. 

Základ muzejních sbírek tvořil majetek mikulovské náboženské obce a pohřebního bratrstva Chevra kadiša. Šlo o vzácné listiny, dokumenty, plány, knihy, stříbrné a zlaté liturgické předměty, některé až ze 17. století, vyšívané textilie, keramiku a předměty denní potřeby. Pro získání dalších sbírkových předmětů z ostatních moravských obcí pořádal Richard Teltscher se svými spolupracovníky, především s archivářem muzea dr. Alfredem Engelem, propagační přednášky v Brně a v řadě dalších moravských měst a městeček, a dokonce i ve Vídni.

Po mnichovském diktátu musely být muzejní sbírky urychleně přestěhovány do Brna, aby nepadly do nacistických rukou, což hitlerovci označili za krádež svého majetku.
14. března 1939, tedy pouhý den před okupací Brna, uprchl dr. Richard Teltscher do Prahy a odtud ilegálně do Polska. Ráno 15. března 1939 vtrhlo do jeho opuštěného brněnského bytu gestapo, zabavilo cenné věci a zapečetilo jej. 

Sbírky muzea byly v květnu 1942 přesunuty z Brna do Prahy. V následujícím roce byly inventarizovány a vřazeny do velkých sbírkových komplexů, kde přežily nacistické panství. 

Sbírky Židovského ústředního musea pro Moravsko-Slezsko v Mikulově se na Moravu již nikdy nevrátily. Mikulovská židovská obec ani muzeum nebyly nikdy obnoveny.
JUDr. Richard Teltscher zůstal v britském exilu. Kustod muzea a poslední mikulovský rabín dr. Alfred Willmann zemřel v roce 1964 ve Velké Británii. Archivář muzea dr. Alfred Engel zahynul v roce 1944 v Terezíně. Mikulovský vrchní kantor, pokladník a spolukustod muzea Adolf Hellmann zahynul v roce 1944 v Osvětimi. Jeho dcera Lilly, která pomáhala při transportu sbírek z Brna do Prahy, zemřela roku 1945 v Bergen-Belsenu.
Dne 22. dubna 2008 bylo dr. Richardu Teltscherovi uděleno in memoriam Čestné ocenění města Mikulova za mimořádný kulturní počin. Stalo se tak v roce 120. výročí jeho narození a 70. výročí likvidace židovské obce Mikulov.